# Сенат Франції
 Сенат  (фр. Sénat) — верхня палата сучасного парламенту Франції, є однією з гілок законодавчої влади Франції. На відміну від нижньої палати парламенту Національної асамблеї вирізняється відсутністю гострих дебатів та пильної уваги з боку засобів масової інформації. Сенатом також називалася верхня палата парламенту за часів Французької революції 1799—1804 років.

## Склад і вибори
До вересня 2004 року Сенат складався з 321 сенатора, які обиралися на 9 років. Зараз термін скорочений до 6 років, а склад поступово збільшувався, так що до 2010 року кількість сенаторів досягла 346 чоловік. Збільшення кількості сенаторів є віддзеркаленням демографічних змін у французькому суспільстві. Кожні три роки переобирається одна третина Сенату.
Пасивне виборче право наступає з 35 років.
На відміну від депутатів Національної асамблеї сенатори обираються у процесі непрямих виборів приблизно 150 тисячами виборців, до яких входять мери, місцеві депутати та депутати Національної асамблеї. Система складена таким чином, що надає перевагу аграрним областям. Це призводить до того, що з часу утворення Сенату П'ятої республіки він залишається консервативним — таким чином задіюється важливий законний метод стримування популізму (риторики, до якої нерідко вдаються «ліві»), зрівноважуючи принцип «революційності змін» принципом «дотримання традиції і еволюційного розвитку».
За традицією, яка склалася з часів Французької революції, праві партії займають праве крило зали засідань, а ліві партії — ліве крило.

## Керівництво
- З 2014 року головою Сенату Франції є Жерар Ларше.